# João Luís de Moura
João Luís de Moura (em grafia antiga João Luiz de Moura) OTE • ComC • ComA • GCB • GOIP • MCC • MVE (Santo Estêvão (Benavente), Benavente, 27 de Janeiro de 1885 - Lisboa, 21 de Julho de 1937) foi um militar, político e dirigente desportivo português.

## Biografia
Alistou-se como voluntário no Regimento de Artilharia N.º 1, sendo incorporado a 6 de Outubro de 1903. Concluído o curso de Cavalaria na Escola do Exército a 30 de Outubro de 1907, foi Aspirante a Oficial do Regimento de Cavalaria N.º 3, sendo promovido a Alferes a 15 de Novembro de 1908 e a Tenente a 1 de Dezembro de 1912.
A 27 de Abril de 1917 concluiu o curso de Piloto-Aviador, tendo partido, como Instrutor do pessoal da Esquadrilha Expedicionária a Moçambique, na Primeira Guerra Mundial, sendo, mais tarde, Comandante da mesma Esquadrilha. Foi promovido a Capitão de Aeronáutica a 24 de Setembro de 1917. Teve uma acção de relevo na Defesa de Chomba, em Cabo Delgado, Moçambique, contra os Alemães. Após o Armistício, regressou à Metrópole, e fez parte duma Comissão, que teve o encargo de propor as bases de organização do Corpo de Aviação Militar. Combateu ardorosamente os insurrectos Monárquicos no Norte de Portugal, durante a Monarquia do Norte. Em 1922, foi nomeado Comandante Interino da Escola de Aeronáutica Militar, e, depois, Comandante Efectivo. Sofreu dois desastres de aviação, ambos em 1925, sendo um a 1 de Agosto, quando seguia a bordo dum Nieuport, e outro quando tripulava um Fairey, que capotou quando seguia para Espanha.
Entre 1925 e 1931, foi o 5.º Presidente do Clube de Futebol Os Belenenses.
Após o Movimento de 28 de Maio de 1926, foi designado para Governador Civil do Distrito de Lisboa de 11 de Junho de 1926 até à sua morte a 21 de Julho de 1937, tendo sido o Governador Civil deste Distrito com o mandato mais longo. Reorganizou profundamente todos os serviços, principalmente o da assistência. Inquiriu das receitas e despesas das várias casas de caridade, tanto do Estado como particulares, e ordenou que todas elas tivessem os seus orçamentos em ordem. Em face desses documentos, com as verbas de que dispunha, foi acudindo a todas na medida do possível. Aparecia sempre sem ser esperado em todos os asilos e creches, a acarinhar as crianças e a animar os dirigentes, a estudar modificações, a introduzir melhoramentos, na sua obra generosa de protector. Chamavam-lhe o pai dos pobres.
Foi promovido a Major a 30 de Setembro de 1926 e a Tenente-Coronel a 30 de Setembro de 1929.
Exerceu os lugares de Instrutor de Esgrima, Director das oficinas de reparação de automóveis do Exército, Vogal do Conselho da Ordem de Benemerência, Vogal do Comité Olímpico de Portugal e Vogal do Conselho Central da Cruz Vermelha Portuguesa e do Conselho Central do Pró-Sanatório dos Sargentos Tuberculosos dos Exércitos de Terra e Mar. Fez parte do Juri para as provas especiais de aptidão para a promoção ao posto de Major dos Capitães da Aeronáutica. Foi eleito 4.º Presidente da Federação Portuguesa de Futebol de 1927 a 1928. Foi incumbido de organizar a participação de Portugal nos Jogos da XI Olimpíada, os Jogos Olímpicos de Verão de 1936.
Era cunhado de Belmiro Augusto Vieira Fernandes.

### Condecorações
Possuía a Placa de Honra e a Cruz Vermelha da Ordem de Benemerência da Sociedade Portuguesa da Cruz Vermelha. Foi distinguido por serviços prestados à Cruz Vermelha da Letónia e da Alemanha com Medalhas oferecidas pelos respectivos países.
- Medalha Comemorativa da Campanha Moçambique 1917-1918 de Portugal (? de ? de 19??)
- Medalha da Vitória com Estrela de Portugal (? de ? de 19??)
- Medalha de 2.ª Classe da Ordem do Mérito Militar de Espanha (? de ? de 19??)[1]
- Comendador da Ordem Militar de São Bento de Avis[1] de Portugal (27 de Dezembro de 1927)[3]
- Comendador da Ordem Militar de Nosso Senhor Jesus Cristo[1] de Portugal (31 de Dezembro de 1927)[3]
- Oficial da Antiga e Muito Nobre Ordem Militar da Torre e Espada, do Valor, Lealdade e Mérito de Portugal (5 de Outubro de 1928)[3]
- Grande-Oficial da Ordem da Instrução Pública[1] de Portugal (14 de Junho de 1930)[3]
- Grã-Cruz da Ordem de Benemerência[1] de Portugal (18 de Julho de 1931)[3]
- Medalha Militar de Ouro de ... de Portugal (? de ? de 19??)
- Comendador da Pontifícia Ordem Equestre de São Gregório Magno Classe Militar do Vaticano ou da Santa Sé (? de ? de 19??), com que Sua Santidade o Papa Pio XI o agraciou[1]

Em sua homenagem, foi dado o seu nome à Rua João Luiz de Moura, em Cascais, Cascais, e à Rua Major João Luís de Moura, na Pontinha, em Odivelas.